# Сонце, знову сонце
Сонце, знову сонце (рос. Солнце, снова солнце) — радянський художній фільм 1976 року, знятий на кіностудії «Мосфільм».

## Сюжет
Мюзикл. За мотивами повісті Дмитра Холендра «Весілля». У рибальському селищі на березі Азовського моря живе молодий рибалка Сашка Таранець. Він любить Тоню, і заради неї йде на хитрість в змаганні на звання кращого рибалки. Але Тоня любить його і знає, що Сашка буде шкодувати про свій обман.

## У ролях
- Борис Грошиков — Сашка Таранець
- Мерле Тальвік — Тоня, рибалка
- Іван Рижов — Горбов
- Олег Анофрієв — Копійка
- Володимир Басов — Ван Ванич
- Георгій Віцин — дід
- Тетяна Леннікова — епізод
- Станіслав Чекан — рибалка
- Віктор Філіппов — епізод
- Іван Савкін — епізод
- Михайло Селютін — епізод
- Володимир Носик — Киря
- Світлана Орлова — наречена
- Сергій Проханов — епізод
- Микола Ферапонтов — епізод
- Володимир Нікітін — епізод
- Володимир Романенко — епізод
- Леонід Бєлозорович — епізод
- Галина Мікшун — епізод
- Олексій Панькин — епізод
- Зоя Василькова — епізод
- Валентина Хмара — рибалка
- Олександра Харитонова — епізод
- Клавдія Хабарова — епізод
- Марина Лобишева-Ганчук — епізод
- Іван Жеваго — рибалка
- Ніна Магер — епізод
- Олександр Соловйов — епізод
- Олена Муратова — рибалка

## Знімальна група
- Режисер — Світлана Дружиніна
- Сценаристи — Світлана Дружиніна, Дмитро Холендро
- Оператор — Анатолій Мукасей
- Композитор — Юрій Саульський
- Художники — Володимир Аронін, Лев Збруєв